# Quique Sánchez Flores
Quique Sánchez Flores, född 2 februari 1965 i Madrid, Spanien, är en spansk före detta professionell fotbollsspelare (högerback) som efter spelarkarriären blev tränare. Flores var under hösten 2019 manager för Watford i engelska Premier League men lämnade klubben den 1 december.
Flores debuterade som fotbollsspelare med Valencia 1984 och kom att spela 232 ligamatcher för klubben innan han köptes av Real Madrid 1994. Han spelade två säsonger för Madrid-laget och vann La Liga 1995. Flores spelade sedan 9 ligamatcher för Real Zaragoza innan han avslutade sin spelarkarriär 1997. Mellan 1987 och 1991 spelade han 15 matcher för det spanska landslaget och var uttagen till Spaniens trupp i VM 1990.
Flores första tränarjobb var som ungdomstränare i Real Madrid mellan 2001 och 2003. Han var sedan huvudtränare för Getafe (2004–2005), Valencia (2005–2007) och Benfica (2008–2009) innan han tog över som tränare för Atlético Madrid hösten 2009.
Han är systerson till flamencoartisten Lola Flores samt svärson till fotbollsspelaren Alfredo Di Stéfano.